# علي أوغلاه
علي أوغلاه هو لاعب كرة قدم عراقي-أسترالي محترف، من مواليد (11 مارس 2002)، يلعب في نادي نادي ماكارثر.